# Bokermannohyla oxente
Bokermannohyla oxente е вид жаба от семейство Дървесници (Hylidae). Видът не е застрашен от изчезване.

## Разпространение
Разпространен е в Бразилия (Баия).